# ماگما (کمیک)
ماگما (به انگلیسی: Magma) با نام اصلی آمارا جولیانا اولیوینز آکویلا، که همچنین تحت عنوان الیسون کرستمِر نیز شناخته می‌شود، یک شخصیت خیالی ابرقهرمان در کتاب‌های کامیک منتشر شده توسط مارول کامیکس است. شخصیت ماگما توسط نویسنده کریس کلیرمونت و طراح باب مک‌لئود خلق شده‌است که برای اولین بار در شمارهٔ ۸ از مجموعه جهش‌یافته‌های جدید (اکتبر ۱۹۸۳) حضور پیدا کرد. او همچنین با کمیک‌های مختلفی از مردان ایکس مرتبط است. آمارا عضو یکی از زیرشاخه‌های بشریت با نام جهش‌یافته‌ها به‌شمار می‌رود که با توانایی‌های ابرانسانی از جمله تغییر شکل به سنگ مذاب و گدازه، و همچنین کنترل زمین به دنیا آمده‌است.
او یکی از اعضای گروه جهش‌یافته‌های جدید به‌شمار می‌رفت که توسط چارلز اگزاویه تأسیس شده بود، اما این گروه را برای پیوستن به تیم هلیئنز ترک کرد. او از آن زمان به بعد به عنوان یک دبیر در مؤسسه اگزاویه مشغول به کار شده‌است و یکبار دیگر به هم تیمی‌های خود در گروه جهش‌یافته‌های جدید پیوست.